# Louise Thuliez
Louise Thuliez, née le 12 décembre 1881 à Preux-au-Bois et morte le 10 octobre 1966 à Paris, institutrice et licenciée en lettres, est une résistante durant les deux guerres mondiales.
Pendant la Première Guerre mondiale, avec d'autres complices, notamment Henriette Moriamé, elle participe à l'exfiltration de nombreux soldats britanniques pour qu'ils puissent rejoindre l'armée française. Arrêtée par les Allemands le 31 juillet 1915, Louise Thuliez est condamnée à mort puis aux travaux forcés à perpétuité. Elle passe trois ans de détention à la prison de Siegburg dans des conditions épouvantables.
En 1940, elle organise à Clermont-Ferrand un réseau de passage vers l'Angleterre. Son activité s'étend aux maquis du Puy-de-Dôme et de la Haute-Savoie. 

## Biographie
Louise Thuliez naît à Preux-au-Bois le 12 décembre 1881. Ses parents sont Charles Thuliez (1857-1913), instituteur et Ursule Renaud (1859-1894) ; elle a une sœur plus jeune. Elle passe son enfance à Maubeuge.
Elle devient enseignante, dans une école privée de la rue Pigalle à Tourcoing, puis à l’École normale de Lille et à l’école Notre-Dame de Tourcoing[réf. nécessaire].

### La Première Guerre mondiale
En 1914, elle est institutrice à Lille et se trouve en vacances à Saint-Waast-la-Vallée lorsqu'elle elle voit passer des soldats qui battent en retraite après la défaite de Charleroi. Le soir même du 23 août 1914, elle s'occupe, avec Henriette Moriamé, de mettre à l'abri six soldats anglais blessés. Elle obtient l'autorisation du maire de forcer l'entrée de la boulangerie désertée pour faire du pain, pour les soldats.
Après les avoir emmenés d'une cache à l'autre, elle essaie de leur faire gagner les Pays-Bas. Louise Thuliez finit par organiser une filière d’évasion pour les soldats alliés cachés dans le département. Elle leur fait passer la frontière via la forêt de Mormal et la Belgique. Le réseau prend de l'ampleur, fait passer aussi des hommes qui veulent rejoindre l'armée française. 
À partir de 1915, elle est en contact avec l'infirmière britannique Edith Cavell et conduit régulièrement des soldats à sa clinique à Bruxelles. Edith Cavell prend alors le relais. Ces voyages à Bruxelles se font de nuit, en longeant les haies pour pouvoir s'y cacher si nécessaire.
C'est en avril 1915 qu'elle rencontre l'architecte Philippe Baucq, l'un des propagandistes du « Mot du soldat » (organisme de liaison entre les soldats au front et les familles isolées en pays occupé), qui lui permet de donner des nouvelles de leurs fils à des familles de Maroilles, Englefontaine et d'autres villages où elle se rendait[réf. nécessaire].
Durant le premier semestre 1915, elle fait passer la frontière à plus de 170 militaires ou mobilisables avec l'aide d'Herman Capiau (1884-1957), du réseau Edith Cavell (fusillée le 12 octobre 1915), ingénieur des mines, habitant Wasmes (dans le Borinage)[réf. nécessaire].
Le nombre d'hommes devant passer la frontière devenant de plus en plus important, les voyages à Bruxelles se multiplient. Cela se révèle vite être très compliqué et dangereux car ces hommes sont parfois imprudents, c'est donc sous les noms de guerre de « Jeanne Martin », « Marie Mouton » ou encore « Madame Lejeune » qu'elle voyage. C'est sous ce nom qu'elle est arrêtée le 31 juillet à Bruxelles dans l'appartement de Philippe Baucq et internée à la prison de Saint-Gilles. Lors de la perquisition de l'appartement, des papiers compromettants sont trouvés, ce qui entraîne une cascade d'arrestations dont celles d'Edith Cavell, Georges Hostelet, Louise de Bettignies et Marie de Croÿ. 34 personnes comparaissent devant la Cour militaire en octobre 1915,. 
Louise Thuliez, Philippe Baucq, Edith Cavell, Louis Séverin et Louise de Bettignies sont condamnés à mort le 9 octobre 1915. Les autres accusés sont condamnés à des peines de travaux forcés, seuls huit sont acquittés. Philippe Baucq et Edith Cavell sont fusillés le 12 octobre 1915 au Tir national, à Schaerbeek. Cette exécution crée une vive émotion et des protestations à travers le monde. Grâce aux interventions du pape Benoît XV, du roi d'Espagne Alphonse XIII et du président des États-Unis Woodrow Wilson, les trois autres condamnés à mort voient leur peine commuée en travaux forcés à perpétuité.
Louise Thuliez est transférée à Cambrai le 14 novembre, où elle comparaît devant le conseil de guerre de la ville et où elle est jugée pour les crimes commis du côté français. Elle est jugée coupable mais la grâce de l'empereur s'applique aussi à cette condamnation. Elle regagne la prison de Saint-Gilles le 6 janvier 1916 et est déportée en Allemagne le 21 janvier. Internée à Siegburg près de Bonn, elle proteste contre la fabrication des grenades par les prisonniers.
La prison de Siegburg est libérée le 8 novembre 1918. Louise Thuliez arrive, avec Jeanne de Belleville à Louvain deux jours plus tard et regagne Saint-Waast-la-Vallée. Elle intervient auprès de Georges Clemenceau pour demander une décoration pour ses compagnes de lutte. Il accède à sa demande et, de plus, lui attribue, à elle, la Croix de guerre avec palme et la Légion d'honneur. En 1919, elle crée une Association des prisonniers politiques français pour venir en aide aux nombreux rescapés des prisons allemandes qui rencontrent des difficultés.
Louise Thuliez reprend des études et passe une licence de science. En 1924, elle prend la direction d'une institution de jeunes filles à Saint-Maurice (Val-de-Marne).

### Le droit de vote des femmes
Engagée dans la mouvance catholique, Louise Thuliez s'engage en faveur du droit de vote des femmes au sein de l'Union française pour le suffrage des femmes et participe à des réunions dans toute la France. 

### La Seconde Guerre mondiale
Elle publie ses souvenirs en 1933 sous le titre Condamnée à mort, préfacés par le général Weygand.
En septembre 1939, au début de la Seconde Guerre mondiale, elle crée les « Foyers du soldat » et dès 1940, rejoint une nouvelle fois la résistance en faisant passer en Afrique du Nord et en Angleterre plusieurs milliers de soldats français et alliés. Elle ravitaille aussi en médicaments le maquis des Glières et aide les maquis du Puy-de-Dôme et de la Savoie.
Louise Thuliez meurt le 10 octobre 1966 à Paris et est enterrée à Saint-Waast-la-Vallée, où ses funérailles sont célébrées le 15 octobre 1966.

## Publication
- Louise Thuliez, « Condamnée à mort par les Allemands. — Récit d’une compagne de miss Cavell », Revue des deux Mondes, Paris, vol. 6e période, tome 50,‎ 1919, p. 648-681 (lire sur Wikisource)
- Condamnée à mort, Flammarion, 1933, 284 p.  (ISBN 9782403027891), réédition numérique s.d.

Prix Montyon 1935 de l’Académie française

## Reconnaissances
- Commandeur de la Légion d'honneur à titre militaire (décret du 25 février 1949) ; officier à titre militaire du 26 juillet 1934, chevalier à titre militaire du 14 mars 1919[5]
- Croix de guerre 1914–1918, palme de bronze[5]
- Croix de guerre 1939–1945, avec citation à l'ordre de la Nation[6]
- Croix du combattant[6]
- Officier de l'ordre de l'Empire britannique[4]
- Médaille d'or de l'American Legion[6]
- Elle préside le Kelly Memorial
- La municipalité de Preux-au-Bois a élevé vers 1970 une stèle de granit au milieu d'un jardin à sa mémoire[7].

## Hommages
- La place de son village natal porte son nom.
- Une rue du 19e arrondissement de Paris, la rue Louise-Thuliez, porte son nom depuis 1974.
- Les écoles primaires de Preux-au-Bois et de Saint-Waast-la-Vallée portent son nom.